# موتور رمضان هشتوگانی
موتور رمضان هشتوگانی یک منطقهٔ مسکونی در ایران است که در دهستان جازموریان واقع شده‌است. موتور رمضان هشتوگانی ۱۲۰ نفر جمعیت دارد.